# Hersé (lune)
Pour les articles homonymes, voir Hersé (homonymie).
Ne doit pas être confondu avec Ersa (lune).
Hersé, officiellement Jupiter L Hersé, est un satellite naturel de Jupiter.

## Caractéristiques physiques
Peu de choses sont connues sur Hersé, mais il s'agit de l'un des plus petits satellites de Jupiter. Avec une magnitude de 16,5, il possèderait un diamètre moyen d'environ 2,0 kilomètres.

## Orbite
Hersé orbite autour de Jupiter à la distance moyenne de 22 510 605 km en un peu moins de 700 jours, avec une inclinaison de 164° sur l'écliptique et une excentricité de 0,19. Comme tous les satellites externes de Jupiter, il est rétrograde.
Hersé pourrait faire partie du groupe de Carmé. Ses éléments orbitaux n'étant pas connus avec précision, cette appartenance n'est pas déterminée de façon définitive.

Diagramme illustrant l'orbite des satellites irréguliers de Jupiter. Le groupe de Carmé est visible sur le centre-gauche.
Diagramme illustrant l'inclinaison des quatre principaux membres du groupe de Carmé en fonction du demi-grand axe.

## Historique
Hersé fut découvert par l'équipe de Scott Sheppard sur des images datant du 8 février 2003 ; la découverte fut annoncée le 3 avril 2003.
S/2003 J 17 était sa désignation provisoire, laquelle indique qu'il fut le 17e satellite imagé autour de Jupiter en 2003.

### Dénomination
Hersé porte le nom d'Hersé, personnage de la mythologie grecque. Hersé était la fille de Séléné et de Zeus (équivalent grec de Jupiter).
Hersé a reçu son nom définitif le 9 novembre 2009.